# Луций Флавий
Луций Флавий (на латински: Lucius Flavius) e политик на късната Римска република.
Произлиза от фамилията Флавии. От 1 май 33 пр.н.е. той е суфектконсул.